# گنجشک کوهی

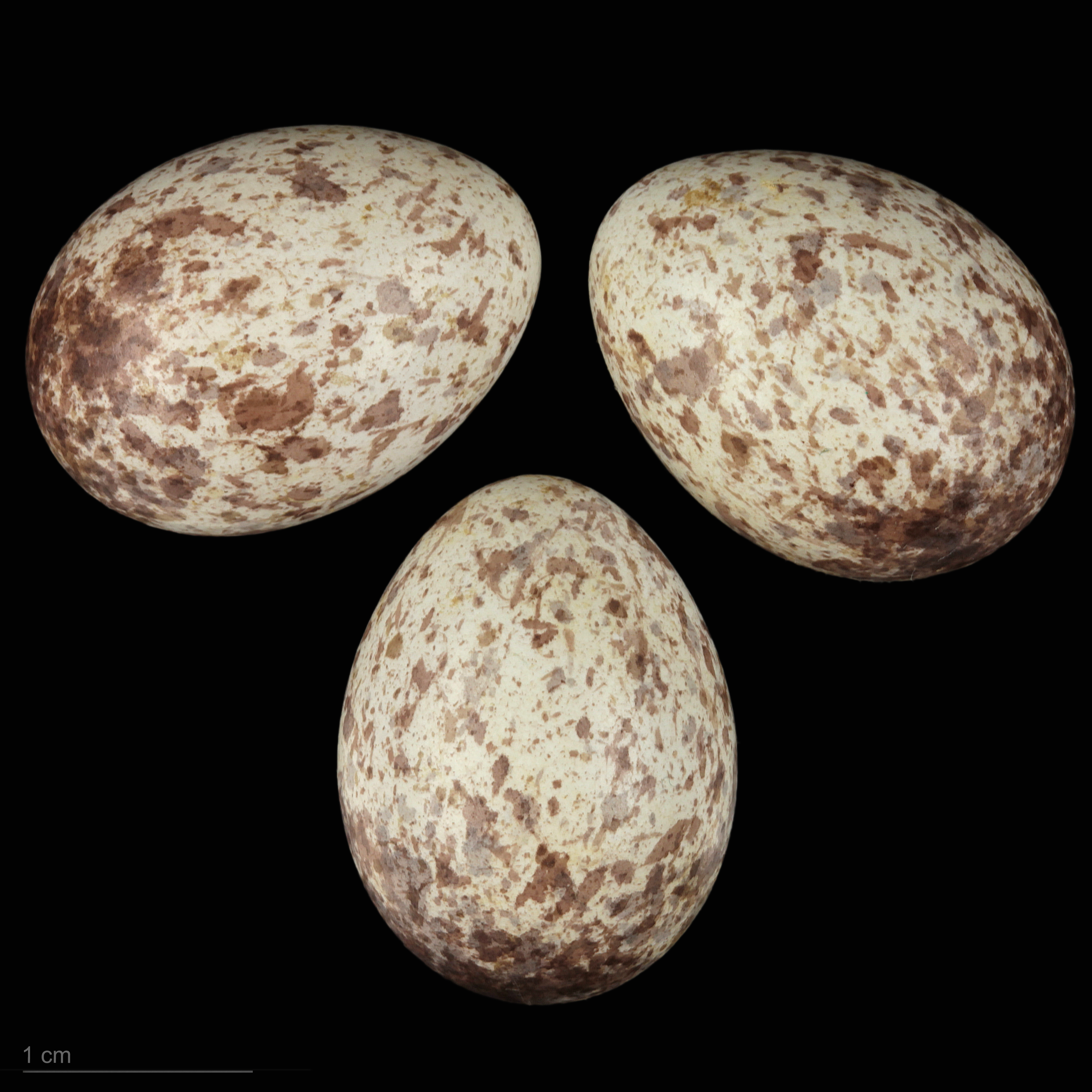
Petronia petronia barbara

گنجشک کوهی (نام علمی: Petronia petronia) نام یک گونه از سرده گنجشک‌های صخره است.

## پراکندگی و زیستگاه
در شمال غربی آفریقا، در سراسر جنوب اروپا، شمال و مرکز چین تولید مثل می‌کند.

## ویژگی‌ها
گنجشک کوهی از نظر اندازه شبیه به گنجشک خانگی است اما نوک مخروطی بزرگ‌تری دارد.
طول آن حدود ۱۴ سانتی‌متر (۵٫۵ اینچ) است.
دارای پشت و بال‌های قهوه ای طرح دار است.
این پرنده آواز خس خس بلندی دارد.

## رفتار

### غذا و تغذیه
گنجشک صخره ای در طول سال دانه و در پاییز توت می‌خورد. در بهار رژیم غذایی آن شامل بی مهرگان، به ویژه کرم‌ها و ملخ‌ها است. این شیوه تغذیه در جوان‌ها نیز وجود دارد.